# L'Opinion (quotidien français)
Pour les articles homonymes, voir L'Opinion.
L'Opinion est un quotidien français lancé en mai 2013 par Nicolas Beytout, ancien président des Échos et ancien directeur des rédactions du Figaro. Le journal revendique être pro-business. Il suit une ligne qui s’affirme « néolibérale » selon Marianne.
Le quotidien est édité en version imprimée et en version numérique. 
L'Opinion appartient à Bey Media, propriété à 100 % d'Ufipar, une filiale de LVMH. 
Son siège est situé à Paris.

## Historique
L'Opinion est lancé officiellement le 15 mai 2013. Le journal reprend le nom de l'ancien hebdomadaire français L'Opinion, paru chaque samedi de 1907 à 1938.
Son président-fondateur Nicolas Beytout, ancien président des Échos et ancien directeur des rédactions du Figaro, serait le premier actionnaire et directeur de la rédaction. Il s'est inspiré de modèles internationaux tels que le quotidien italien Il Foglio et le site américain Politico, spécialisé dans la politique américaine.

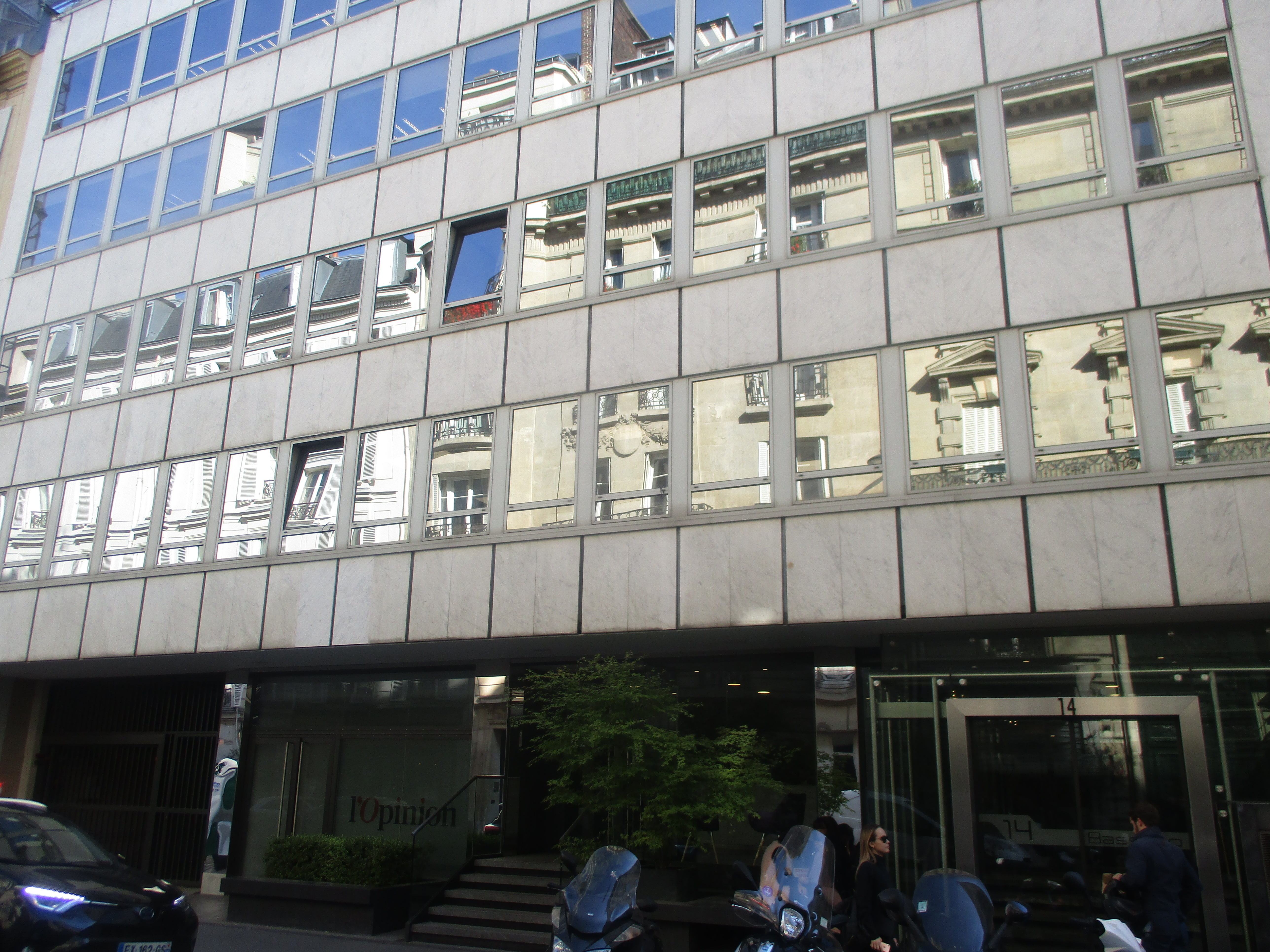
Siège de l'Opinion, 14 rue de Bassano.

### Actionnariat
L'Opinion est propriété du groupe Bey medias, société par actions simplifiée, dont la composition du capital est gardée secrète. L'Opinion aurait constitué un capital compris entre 12 et 15 millions d'euros dont environ 30 % serait possédé par Nicolas Beytout. D'après ce dernier il y a : « une quinzaine d'investisseurs, dont aucun n'a de minorité de blocage ».
D'après Le Monde Bernard Arnault serait le principal investisseur aux côtés de Nicolas Beytout avec six millions d'euros apportés à titre personnel. Claude Perdriel, propriétaire de L'Obs, a aussi investi « quelques centaines de milliers d'euros et en a informé la direction de son hebdomadaire ». D'après Mediapart la famille Bettencourt a apporté 3,2 millions d'euros et détient 13,4 % du capital par l'intermédiaire de sa holding Thétis, ce qui porterait le capital à 24 millions d'euros.
Fin 2015, l'agence Dow Jones & Company investit 2 millions d'euros dans le quotidien.
Le 7 décembre 2018, l'Opinion a procédé à une augmentation de capital de 2,6 millions d’euros, Kenneth Fisher, un milliardaire américain, y aurait investi 2,5 millions d'euros.
À la fin du mois de juin 2019, Le Monde annonce que les dirigeants de L'Opinion sont entrés en négociations exclusives avec Artémis en vue de racheter L'Agefi. En septembre 2019, Nicolas Beytout annonce l’acquisition du groupe de presse l’Agefi et double de taille avec 25 millions d’euros de chiffre d’affaires, 150 salariés dont près de 90 cartes de presse.

## Ligne éditoriale
Le journal définit sa ligne éditoriale comme étant « libérale, pro-européenne, pro-business »,. 
Nicolas Beytout précise : « Libéral parce que nous sommes convaincus que cette école de pensée défend un modèle qui reste le plus efficace pour développer nos sociétés, notre économie, pour produire des richesses et créer du travail. (…) Avoir une ligne « pro-business », c'est défendre l'idée que l'entreprise est le meilleur lieu pour produire la richesse et la faire partager, et qu'il revient à l'État de bâtir autour de l'entreprise un contexte favorable à son développement et à la création d'emplois. Être « européen », c'est croire que l'avenir d'un pays comme le nôtre passe par un changement d'échelle, et que l'Europe nous offre la meilleure chance d'y parvenir. »
D'un point de vue politique, Nicolas Beytout affirme que « ce n'est pas un média politique, au sens où il aurait une ligne politique » car « le libéralisme est un courant de pensée, pas un parti ». Il décrit ainsi son journal comme libéral « mais pas de droite ».

### Relations avec le Parti Communiste Chinois
En mars 2021, L'Opinion ouvre ses pages à deux communiqués de propagande du gouvernement chinois. 
En 2021, plus de 18 pages de propagande chinoise ont ainsi émaillé le quotidien, vantant notamment « L'expérience de gouvernement du parti Communiste Chinois bénéfique pour l'Afrique », et sa mission d'« apporter le bonheur au peuple chinois et d'assurer le renouveau de la nation », et faisant l'éloge de l'armée populaire qui aurait ramené « l'ordre et la paix à Hong Kong ».
Selon Le Canard Enchaîné, leurs relations vont bien plus loin. L'Opinion semble en effet oublier des informations qui pourraient ternir l'image du Parti Communiste Chinois, comme la disparition de la tenniswoman Peng Shuai, mais abonde en articles à la gloire du gouvernement chinois sous la plume même de membres de la rédaction du journal.

## Modèle économique
Le modèle économique de L'Opinion vise à associer la flexibilité, l'innovation et les coûts réduits d'internet et l'influence du papier. Il n'existe pas de séparation entre les équipes papier et internet : ce sont ainsi les mêmes journalistes qui écrivent sur les deux supports. Les abonnements, le site et les applications, la gestion et l'administration, certaines iconographies et l'accès aux images sont externalisés[réf. nécessaire].
Le quotidien en format berlinois est vendu à sa sortie 1,50 € à l'unité en kiosque ou en version numérique. Pour les abonnés, il est possible de lire le journal du jour et les anciens numéros sur le site internet ou sur l'application mobile et tablette. Le quotidien paraît du lundi au vendredi, avec une pagination limitée de 8 à 12 pages. Si la majorité des articles du site internet sont réservés aux abonnés, les vidéos, les blogs, les tribunes libres et certains articles courts sont en libre accès.
À son lancement le 14 mai 2013, le journal annonçait que « la rentabilité [était] prévue la troisième année, avec une diffusion payée de 50 000 exemplaires ». Le 16 juillet 2013, la rédaction déclare avoir 10 000 abonnés, diffuser en moyenne 25 000 exemplaires par jour et prévoir dépasser les 30 000 en septembre.
En juin 2017, le journal annonce un partenariat avec le Wall Street Journal. Il propose ainsi un accès illimité aux contenus du site WSJ.com pour ses abonnés ainsi que, depuis avril 2018, un supplément quotidien de quatre pages. Ce cahier est composé d'une sélection d'articles du journal américain portant essentiellement sur la finance, la high-tech et la présidence Trump, dont les principaux sont traduits en français.
En 2019, la première phase d'une levée de fonds permet de collecter 2,6 millions d'euros, sur une augmentation de capital prévue de 10 millions d’euros.
L'Opinion est le huitième journal le plus aidé en France, avec 2 373 616 € de subventions publiques en 2017.
Le journal est régulièrement déficitaire. En 2020, d’après La Lettre A, « Bey Medias, la holding de tête du quotidien libéral, devrait afficher un déficit autour d’un million d’euros cette année. (...) Conséquence : son président et fondateur Nicolas Beytout est à la recherche de cash. » Ce dernier a par le passé entrepris plusieurs collectes auprès des milieux d'affaires, obtenant des subsides de la part de « la famille Bettencourt via sa structure Thétys, le groupe de luxe LVMH ou encore l’éditeur américain Dow Jones. »
En 2021, le journal accuse cinq millions d'euros de pertes d'exploitation. Les aides à la presse permettent de réduire ces pertes à 3,4 millions. L'équilibre est visé pour 2024.

## Résultats financiers
En 2015, la société Bey Medias Presse et Internet (éditeur) réalise un chiffre d'affaires de 12 866 900 € avec une perte de 292 500 € et un effectif moyen de 34 collaborateurs. Les comptes ultérieurs ne sont pas disponibles.

## Site internet
Le site internet, lancé le 14 mai 2013, héberge l'ensemble des numéros consultables en version numérique. L'ensemble des articles est présent sous forme de pages web standards. Le site comporte également un approfondissement de certains articles, des interviews en version longue, une série de blogs et héberge la dizaine de vidéos quotidiennes[pertinence contestée].

### Blogs
Le site internet de L'Opinion héberge plusieurs blogs. En particulier Secret Défense, de Jean-Dominique Merchet, ou le billet de Michel Schifres.
En juin 2014, le journal lance son blog de contributeurs : les Relais d'Opinion, dont l'objectif est de « fédérer la communauté libérale et entrepreneuriale française à travers un espace de tribune libre ». Parmi les premiers contributeurs figurent notamment Contrepoints et l'association des anciens élèves de l'INSEAD.

## Rédaction
La rédaction compte, en 2013, 39 salariés dont 30 journalistes.
Parmi eux, se trouvent :
- Nicolas Beytout (Président-fondateur)
- Rémi Godeau (rédacteur en chef)
- Olivier Baccuzat (rédacteur en chef adjoint)
- Cécile Desjardins (rédactrice en chef adjointe, conférence)
- Raphaël Legendre (rédacteur en chef adjoint)
- Marine de la Horie (rédactrice en chef adjointe, O2)
- Jean-Dominique Merchet (défense, diplomatie)
- Emmanuelle Ducros (agriculture, transports)

## Chroniqueurs
Des chroniqueurs réguliers écrivent dans L'Opinion, comme :
- Monique Canto-Sperber (Libertés)
- Bernard Cazeneuve (Bloc-notes)
- Guillaume Larrivé (L'état de l'Etat)
- Matthias Fekl (Paris-Berlin)
- David Lisnard (Ainsi va la France)
- Stéphane Séjourné (Europa)
- Manfred Weber (Europa)